# 卡氏伏翼
卡氏伏翼（学名：Hypsugo cadornae），一种分布于越南、老挝、泰国、缅甸、印度及中国广东省等地区的蝙蝠，隶属于蝙蝠科高级伏翼属。